# Christian (film)
Christian  è un film del 1989 diretto da Gabriel Axel.